# Roosendaal
Roosendaal es una ciudad y municipio de los Países Bajos, en la provincia de Brabante Septentrional, al sur del país. En enero de 2012 tenía una población de 77.383 habitantes.

## Geografía
El municipio ocupa un área de 107,21 km², de los cuales 0,78 km² corresponden a agua, y se extiende por lo que fuera una zona pantanosa rica en turba. Se sitúa al oeste de la provincia, junto a la frontera belga. Sus municipios limítrofes son: al norte, Steenbergen y Halderberge; al este, Rucphen; al sur, Woensdrecht y la localidad belga de Essen, y al oeste Bergen op Zoom.
Roosendaal se sitúa en la línea de ferrocarril de Ámsterdam a París, lo que da a la ciudad un importante papel en la logística internacional, al tratarse de la última estación en territorio holandés, antes de la frontera belga. También pasa por el municipio la autopista A-16/E-19, que une igualmente las capitales de los Países Bajos, Bélgica y Francia.

## Historia
La historia de Roosendaal se remonta al siglo XIII. La primera referencia documental a la localidad data de 1268, en una escritura de donación de tierras por el Señor de Breda a una capilla sita in loco dicto Rosedale.
Formó parte de los Países Bajos de los Habsburgo. Tomada por las tropas españolas en 1583 durante la batalla de Steenbergen y por las Provincias Unidas en 1605.
Roosendaal conoció una etapa de prosperidad en los siglos XVI y XVII, gracias al comercio de la turba, que se extraía de los pantanos próximos y se exportaba al extranjero a través del pequeño río Roosendaal Vliet, que entonces era navegable hasta el mar. La Guerra de los Ochenta Años (1568-1648) puso fin a esta fase de crecimiento, pues las devastaciones y saqueos producidos por el continuo movimiento de tropas y las epidemias de peste de 1622 y 1625 dejaron prácticamente despobladas las zonas rurales adyacentes. Además, a partir de 1648 la producción de turba comenzó a decrecer hasta su desaparición. La ciudad fue ocupada por tropas francesas en 1672 y sufrió un pavoroso incendio en 1687.
Este cúmulo de circunstancias desfavorables determinó que en las primeras décadas del siglo XIX Roosendaal sufriera una gran pobreza. La situación solo comenzó a superarse con la apertura del ferrocarril, que trajo consigo un auge industrial y de servicios, hasta el punto de que la población se duplicó en menos de cincuenta años, pasando de 6.501 habitantes en 1851 a 13.720 en 1899.
Durante la Segunda Guerra Mundial Roosendaal sufrió un importante bombardeo alemán en mayo de 1940 y otro aliado en mayo de 1944. La ciudad permaneció ocupada por tropas alemanas desde el 14 de mayo de 1940 hasta su liberación el 30 de octubre de 1944.
Roosendaal obtuvo el título de ciudad en 1819, formando junto a Nispen el municipio de Roosendaal en Nispen. A partir del 1 de enero de 1997 el municipio de Roosendaal en Nispen se fusionó con el de Wouw, formando uno nuevo, denominado simplemente Roosendaal.